# Michael Nairn (Unternehmer, 1804)

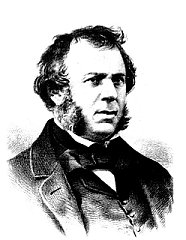
Michael Nairn

Michael Nairn (* 4. April 1804, wahrscheinlich in Kirkcaldy; † 18. Januar 1858) war ein schottischer Geschäftsmann und Produzent von Baumwollstoffen und Bodenbelägen.

## Leben und Werk
Michael Nairn war der Sohn von James Nairn und dessen Frau Isabel, geborene Barker. Er wurde 1804 wahrscheinlich im schottischen Kirkcaldy geboren und kehrte in diesen Ort nach seiner Ausbildung bei einem Weber in Dundee auch zurück. 1828 eröffnete er seine eigene Weberei, in der er vor allem Segeltücher aus Baumwolle fertigte und diese weltweit vertrieb. In den 1840er Jahren belieferte er zudem eine Reihe von britischen Bodenbelagsherstellern mit Baumwolltüchern als Trägermaterial für Öltücher.
1848 eröffnete er mit der Scottish Floorcloth Manufactory seine eigene Fabrik zur Herstellung von Öltüchern und in den 1850er Jahren entwickelte er seine eigene Methode, diese Bodenbeläge zu bedrucken, und führte sie auf dem Markt ein. Er warb damit, dass Öltücher durch seine Methode nun mit der gleichen Feinheit, Genauigkeit und dem Aussehen von Samtteppichen produziert werden können.
Am 18. Januar 1858 starb Michael Nairn und hinterließ seine Witwe Catharine (1815–1891), der Tochter von Alexander Ingram of Kirkcaldy, mit der er sechs Söhne und zwei Töchter hatte. Sie wurde alleinige Besitzerin der Firma, aus der sie Michael Nairn & Co. aufbaute und in die ihr gemeinsamer Sohn Sir Michael Barker Nairn 1861 einstieg. Unter diesem wurde Michael Nairn & Co zu einem der größten Produzenten für Bodenbeläge weltweit und damit zum größten Konkurrenten für die Linoleumwerke von Frederick Walton im späten 19. Jahrhundert.